# Asterix & Obelix XXL
Asterix & Obelix XXL — видеоигра, вышедшая сперва на PlayStation 2, а затем и в остальном мире на ПК, GameCube и Game Boy Advance в 2004 году. Разработчиками игры выступила французская компания Étranges Libellules и Velez & Dubail, а издателем проекта в мире — Atari, а в России — Акелла. Сюжет игры основан на комиксах Рене Госинни об одноимённых персонажах.

## Описание игры
Действия происходят в 50 году до н. э. Вся Галлия (нынешняя Франция, Германия и Бельгия) покорена римлянами, но одна деревня неукротимых галлов, по прежнему, не сдаётся захватчикам. Галлы, Астерикс и Обеликс как обычно отправились на охоту на кабанов. Ничто не предвещало беды. Но когда галлы вернулись, они заметили, что в деревне побывали римские войска. Деревня сожжена, друзья похищены. Астерикс сразу же отправился в деревню. По пути он встретил бывшего шпиона Римской империи — Сэма Шиффера, которого Юлий Цезарь уволил за превышения полномочий. Он на протяжении всей игры помогал главным героям, считая за нужное отомстить Цезарю. План Цезаря был таков, захватить деревню, похитить жителей, и отправить их в заключение в разные уголки Римской империи поделены на 5 частей кроме Галии (Нормандия, Греция, Гельвеция, Египет и Рим). По окончании он разломал свою мраморную карту. Кусочек мраморной карты достался каждому из заключённых (кроме вождя деревни Абранакурсикса). Герои отправились на поиски друзей, по пути их ожидали интересные приключения. В конце, после победы героев, Цезарь признаёт своё поражение и дарует свободу галлам.

## Отзывы
| Сводный рейтинг | Сводный рейтинг |
| Агрегатор       | Оценка          |
| --------------- | --------------- |
| GameRankings    | 63,25 %         |

## Ремастер
28 июля 2020 года Microids анонсировала обновлённую версию под названием Asterix & Obelix XXL Romastered, выпуск которой был назначен на 22 октября 2020 года. Компания заявила, что в этой версии игры будут улучшены визуальные эффекты, добавятся два новых игровых режима, новый игровой процесс и новая камера, а ряд анимационных фрагментов будет переработан полностью, однако в игре предусмотрена возможность переключения в оригинальный режим.